# Lily Kronberger
Lily Kronberger (Budapeste, 12 de novembro de 1890 – Budapeste, 21 de maio de 1974) foi uma patinadora artística húngara. Ela conquistou seis medalhas em campeonatos mundiais, sendo quatro de ouro e duas de bronze.

## Principais resultados
| Resultados         | Resultados        | Resultados        | Resultados      | Resultados      | Resultados      | Resultados      | Resultados    | Resultados    |
| Internacional      | Internacional     | Internacional     | Internacional   | Internacional   | Internacional   | Internacional   | Internacional | Internacional |
| Evento/Temporada   | 1905– 1906        | 1906– 1907        | 1907– 1908      | 1908– 1909      | 1909– 1910      | 1910– 1911      |               |               |
| ------------------ | ----------------- | ----------------- | --------------- | --------------- | --------------- | --------------- | ------------- | ------------- |
| Campeonato Mundial | Medalha de bronze | Medalha de bronze | Medalha de ouro | Medalha de ouro | Medalha de ouro | Medalha de ouro |               |               |
| Nacional           |                   |                   |                 |                 |                 |                 |               |               |
| Campeonato Húngaro |                   |                   | Medalha de ouro | Medalha de ouro | Medalha de ouro |                 |               |               |